# Europese kampioenschappen indooratletiek 1984
De Europese kampioenschappen indooratletiek 1984 werden van 3 tot en met 4 maart 1984 gehouden in het Scandinavium in de Zweedse stad Göteborg. Het was de tweede maal dat de kampioenschappen in dit stadion gehouden werden.

## Medailles

### Mannen
| Onderdeel            | Goud                              | Goud    | Zilver                              | Zilver  | Brons                             | Brons   |
| -------------------- | --------------------------------- | ------- | ----------------------------------- | ------- | --------------------------------- | ------- |
| 60 m                 | Christian Haas West-Duitsland     | 6,68    | Antonio Ullo Italië                 | 6,68    | Ronald Desruelles België          | 6,69    |
| 200 m                | Aleksandr Jevgenjev Sovjet-Unie   | 20,98   | Ade Mafe Verenigd Koninkrijk        | 21,34   | Giovanni Bongiorni Italië         | 21,48   |
| 400 m                | Serhi Lovatsjov Sovjet-Unie       | 46,72   | Roberto Tozzi Italië                | 47,01   | Didier Dubois Frankrijk           | 47,29   |
| 800 m                | Donato Sabia Italië               | 1.48,05 | André Lavie Frankrijk               | 1.48,35 | Phil Norgate Verenigd Koninkrijk  | 1.48,39 |
| 1500 m               | Peter Wirz Zwitserland            | 3.41,35 | Riccardo Materazzi Italië           | 3.41,57 | Thomas Wessinghage West-Duitsland | 3.41,75 |
| 3000 m               | Lubomír Tesáček Tsjecho-Slowakije | 7.53,16 | Markus Ryffel Zwitserland           | 7.53,61 | Karl Fleschen West-Duitsland      | 7.54,45 |
| 60 m horden          | Romuald Giegiel Polen             | 7,62    | György Bakos Hongarije              | 7,75    | Jiří Hudec Tsjecho-Slowakije      | 7,77    |
| Verspringen          | Jan Leitner Tsjecho-Slowakije     | 7,96    | Matthias Koch Oost-Duitsland        | 7,91    | Robert Emmijan Sovjet-Unie        | 7,89    |
| Hink-stap-springen   | Hryhori Jemets Sovjet-Unie        | 17,33   | Vlastimil Mařinec Tsjecho-Slowakije | 17,16   | Béla Bakosi Hongarije             | 17,15   |
| Hoogspringen         | Dietmar Mögenburg West-Duitsland  | 2,33    | Carlo Thränhardt West-Duitsland     | 2,30    | Roland Dalhäuser Zwitserland      | 2,30    |
| Polsstokhoogspringen | Thierry Vigneron Frankrijk        | 5,85    | Pierre Quinon Frankrijk             | 5,75    | Aleksandr Kroepski Sovjet-Unie    | 5,60    |
| Kogelstoten          | Jānis Bojārs Sovjet-Unie          | 20,84   | Werner Günthör Zwitserland          | 20,33   | Alessandro Andrei Italië          | 20,32   |

### Vrouwen
| Onderdeel    | Goud                                    | Goud    | Zilver                           | Zilver  | Brons                            | Brons   |
| ------------ | --------------------------------------- | ------- | -------------------------------- | ------- | -------------------------------- | ------- |
| 60 m         | Beverly Kinch Verenigd Koninkrijk       | 7,16    | Anelia Nuneva Bulgarije          | 7,23    | Nelli Cooman Nederland           | 7,23    |
| 200 m        | Jarmila Kratochvílová Tsjecho-Slowakije | 23,02   | Marie-Christine Cazier Frankrijk | 23,68   | Olga Antonova Sovjet-Unie        | 23,80   |
| 400 m        | Taťána Kocembová Tsjecho-Slowakije      | 49,97   | Erica Rossi Italië               | 52,37   | Rositsa Stamenova Bulgarije      | 52,41   |
| 800 m        | Milena Strnadová Tsjecho-Slowakije      | 1.59,52 | Doina Melinte Roemenië           | 1.59,81 | Cristina Matei Roemenië          | 2.01,24 |
| 1500 m       | Fița Lovin Roemenië                     | 4.10,03 | Elly van Hulst Nederland         | 4.11,09 | Sandra Gasser Zwitserland        | 4.11,70 |
| 3000 m       | Brigitte Kraus West-Duitsland           | 9.12,07 | Tetjana Pozdnjakova Sovjet-Unie  | 9.15,04 | Ivana Kubešová Tsjecho-Slowakije | 9.15,71 |
| 60 m horden  | Lucyna Langer-Kałek Polen               | 7,96    | Vera Akimova Sovjet-Unie         | 7,99    | Yordanka Donkova Bulgarije       | 8,09    |
| Verspringen  | Susan Hearnshaw Verenigd Koninkrijk     | 6,70    | Eva Murková Tsjecho-Slowakije    | 6,55    | Stefania Lazzaroni Italië        | 6,08    |
| Hoogspringen | Ulrike Meyfarth West-Duitsland          | 1,95    | Maryse Maury Frankrijk           | 1,95    | Danuta Bułkowska Polen           | 1,95    |
| Kogelstoten  | Helena Fibingerová Tsjecho-Slowakije    | 20,34   | Claudia Losch West-Duitsland     | 20,23   | Heidi Krieger Oost-Duitsland     | 20,18   |

### Medailleklassement
| Plaats | Land                | Goud | Zilver | Brons | Totaal |
| 1      | Tsjecho-Slowakije   | 6    | 2      | 2     | 10     |
| 2      | Sovjet-Unie         | 4    | 2      | 3     | 9      |
| 3      | West-Duitsland      | 4    | 2      | 2     | 8      |
| 4      | Verenigd Koninkrijk | 2    | 1      | 1     | 4      |
| 5      | Polen               | 2    | 0      | 1     | 3      |
| 6      | Italië              | 1    | 4      | 3     | 8      |
| 7      | Frankrijk           | 1    | 4      | 1     | 6      |
| 8      | Zwitserland         | 1    | 2      | 2     | 5      |
| 9      | Roemenië            | 1    | 1      | 1     | 3      |
| 10     | Bulgarije           | 0    | 1      | 2     | 3      |
| 11     | Hongarije           | 0    | 1      | 1     | 2      |
| 11     | Nederland           | 0    | 1      | 1     | 2      |
| 11     | Oost-Duitsland      | 0    | 1      | 1     | 2      |
| 14     | België              | 0    | 0      | 1     | 1      |
| Totaal | Totaal              | 22   | 22     | 22    | 66     |

1970 ·
1971 ·
1972 ·
1973 ·
1974 ·
1975 ·
1976 ·
1977 ·
1978 ·
1979 ·
1980 ·
1981 ·
1982 ·
1983 ·
1984 ·
1985 · 
1986 · 
1987 · 
1988 · 
1989 · 
1990 · 
1992 · 
1994 · 
1996 · 
1998 · 
2000 · 
2002 · 
2005 · 
2007 · 
2009 ·
2011 ·
2013 ·
2015 ·
2017 ·
2019 ·
2021 ·
2023 ·
2025
Belgische medaillewinnaars · Nederlandse medaillewinnaars